# Fábio de Macedo Soares Guimarães
Fábio de Macedo Soares Guimarães (Rio de Janeiro, 23 de abril de 1906 — Rio de Janeiro, 4 de janeiro de 1979) foi um engenheiro, geógrafo e professor brasileiro.

## Carreira
Iniciou sua carreira no Serviço de Estatísticas Territoriais do Ministério da Agricultura. Com a criação do Instituto Nacional de Estatística (INE) em 1934 transfere-se para esse orgão e faz parte do grupo de especialistas que unificou o serviço estatístico federal.
Especializado em Planejamento Regional, foi um dos fundadores do Conselho Nacional de Geografia em 1937, onde desempenha funções gerenciais e técnicas, ocupando os cargos de Secretário Geral, Chefe da 4ª Seção de Estudos Geográficos e Estatística Territorial, do Serviço de Geografia e Estatística Fisiográfica, Chefe da Divisão Cultural, Chefe da Divisão de Geografia e Assistente Coordenador de Geografia.
Polemizou com Teixeira de Freitas sobre uma forma de organização regional para o País, seguindo as diretrizes do CNG encontrou uma maneira de dividir o país regionalmente respeitando as divisões políticas já existentes. Sua proposta foi apresentada no dia 14 de julho de 1941 na Resolução n° 72 e como se ajustava aos fatores naturais de clima, vegetação e relevo, denominava as cinco Grandes Regiões pelas suas posições geográficas e, ao mesmo tempo, atendia às necessidades da administração pública, foi adotada como a Primeira Divisão Oficial do Brasil, a partir da circular n° 1 de 31 de janeiro de 1942.
Fez parte da Comissão enviada pelo IBGE em 1945 para uma viagem de estudos e aperfeiçoamentos aos Estados Unidos da América. Nessa Comissão também estavam presentes os geógrafos: Orlando Valverde, Lúcio de Castro Soares, Lindalvo Bezerra dos Santos e José Veríssimo da Costa Pereira. Durante esse período na Universidade de Wisconsin fez importante curso com Leo Waibel um dos maiores geógrafos do século XX. Mais tarde trabalhou no relatório que serviu de base para a Constituição de 1946 promulgar em seu art. 4º, Ato das Disposições Transitórias, a transferência da capital da União do Rio de Janeiro para o Planalto Central.
Lecionou Geografia do Brasil, na Faculdade Católica de Filosofia (Pontifícia Universidade Católica - PUC), no Curso de Geografia e História (1943-1973) e, mais tarde, atuou como Professor Adjunto no Curso de Geografia (1973-1979). Depois de se aposentar no IBGE (1968), dedica-se ao magistério ocupando o cargo de Diretor do Departamento de Geografia daquela Universidade, função que desempenharia até seu falecimento em 1979.